# Развој светског рекорда у скоку удаљ на отвореном за жене
Први светски рекорд у скоку удаљ за жене био је призната од Федерације Спортске Женске Интернационалеле (ФСФИ) у 1922. ФСФИ је 1936 апсорбована од стране ИААФ (Међународна асоцијација атлетских федерација).
До 15. јануара 2014, ИААФ а раније и ФСФИ су ратификовале 36 светских рекорда у скоку удаљ за жене на отвореном.

## Светски рекорди признати одИААФ
Према овој ратификацији први званични светски рекорд у женској конкуренцији резултатом 5,16 метара, поставила је Чехословакиња Марија Мезликова II 1922. године.
| Резултат | Ветар | Атлетичарка                         | Место          | Датум               | Трајање рекорда               | цм + |
| -------- | ----- | ----------------------------------- | -------------- | ------------------- | ----------------------------- | ---- |
| 5,16     |       | Марија Мезликова II, Чехословачка   | Праг           | 6. август 1922.     | 1 година, 01 месец, 9 дана    | 00   |
| 5,30     |       | Марија Мезликова II, Чехословачка   | Праг           | 23. септембар 1923. | 1 година, 01 месец, 17 дана   | 14   |
| 5,485    |       | Мјуриел Ган, Уједињено Краљевство   | Лондон         | 2. август 1926.     | 26 дана                       | 18,5 |
| 5,50     |       | Кинуе Хитоми, Јапан                 | Гетеборг       | 28. август 1926.    | 11 месеци, 04 дана            | 1,5  |
| 5,57     |       | Мјуриел Ган, Уједињено Краљевство   | Лондон         | 1. август 1927.     | 9, месеци, 19 дана            | 7    |
| 5,98     |       | Кинуе Хитоми, Јапан                 | Гетеборг       | 20. мај 1928.       | 11 година, 02 месеца, 11 дана | 41   |
| 6,12     |       | Кристел Шулц, Трећи рајх            | Берлин         | 30. јул 1939.       | 4 године, 01 месец, 20 дана   | 14   |
| 6,25     |       | Фани Бланкерс-Кун, Холандија        | Лајден         | 19. септембар 1943. | 11 година, 05 месеци, 01 дан  | 13   |
| 6,28     | 0,2   | Ивет Вилијамс, Нови Зеланд          | Gisborne       | 20. фебруар 1954.   | 4 године, 01 месец, 20 дана   | 3    |
| 6,28     | 1,3   | Галина Виноградова, Совјетски Савез | Москва         | 11. септембар 1955. | изједначен                    | =    |
| 6,31     | 0,5   | Галина Виноградова, Совјетски Савез | Тбилиси        | 18. новембар 1955.  | 9 месеци, 01 дан              | 3    |
| 6,35     | 1,0   | Елжбјета Кшесинска, Пољска          | Москва         | 20. август 1956.    | изједначен                    | =    |
| 6,35     |       | Елжбјета Кшесинска, Пољска          | Тбилиси        | 27. новембар 1956.  | 3 године, 11 месеци, 17 дана  | 4    |
| 6,40     | 0,0   | Хилдрун Клаус, Источна Немачка      | Ерфурт         | 7. август 1960.     | 11 месеци, 16 дана            | 5    |
| 6,42     | 1,4   | Хилдрун Клаус, Источна Немачка      | Берлин         | 23. јун 1961.       | 23 дана                       | 2    |
| 6,48     | -1,5  | Татјана Шелканова, Совјетски Савез  | Берлин         | 16. јул 1961.       | 1 година, 00 месеци, 23 дана  | 6    |
| 6,53     | 1,5   | Татјана Шелканова, Совјетски Савез  | Лајпциг        | 10. јун 1962.       | 1 година, 01 месец, 6 дана    | 5    |
| 6,70     |       | Татјана Шелканова, Совјетски Савез  | Москва         | 16. јул 1964.       | 3 месеца, 10 дана             | 17   |
| 6,76     | -1,6  | Мери Ранд, Уједињено Краљевство     | Токио          | 14. октобар 1964.   | 4 година, 00 месеци, 00 дана  | 6    |
| 6,82     | 0,0   | Виорика Вископољану, Румунија       | Мексико        | 14. октобар 1968.   | 1 година, 10 месеци, 20 дана  | 6    |
| 6,84     | 0,0   | Хајде Розендал, Западна Немачка     | Торино         | 3. септембар 1970.  | 5 година 8 месеци, 06 дана    | 2    |
| 6,92     | 1,6   | Ангела Војт, Источна Немачка        | Дрезден        | 9. мај 1976.        | 10 дана                       | 8    |
| 6,99     | 2,0   | Зигурн Зигел, Источна Немачка       | Дрезден        | 19. мај 1976.       | 2 године, 03 месеца, 00 дана  | 7    |
| 7,07     | 1,9   | Вилма Бардускене, Совјетски Савез   | Кишињев        | 18. август 1978.    | 11 дана                       | 8    |
| 7,09     | 0,0   | Вилма Бардускене, Совјетски Савез   | Праг           | 19. август 1978.    | 1 година, 10 месеци, 20 дана  | 2    |
| 7,15     | 0,3   | Анисоара Кусмир-Станчу, Румунија    | Букурешт       | 1. август 1982.     | 00 дана                       | 6    |
| 7,20     | -0,3  | Вали Јонеску, Румунија              | Букурешт       | 1. август 1982.     | , 09 месеци, 15 дана          | 5    |
| 7,21     | 0,6   | Анисоара Кусмир-Станчу, Румунија    | Букурешт       | 15. мај 1983.       | 14 дана                       | 1    |
| 7,27     | 0,6   | Анисоара Кусмир-Станчу, Румунија    | Букурешт       | 4. јун 1983.        | 00 дана                       | 6    |
| 7,43     | 1,4   | Анисоара Кусмир-Станчу, Румунија    | Букурешт       | 4. јун 1983.        | 2 године, 02 месеци, 18 дана  | 16   |
| 7,44     | 2,0   | Хајке Дрекслер, Источна Немачка     | Источни Берлин | 22. септембар 1985. | 09 месеци, 00 дана            | 1    |
| 7,45     | 0,9   | Хајке Дрекслер, Источна Немачка     | Талин          | 21. јун 1986.       | 1. година 11 месеци, 20 дана  | 1    |
| 7,45     | 1,1   | Хајке Дрекслер, Источна Немачка     | Дрезден        | 3. јул 1986.        | изједначен                    | =    |
| 7,45     | 0,6   | Џеки Џојнер-Керси, САД              | Индијанаполис  | 13. август 1987.    | изједначен                    | =    |
| 7,45     | 1,0   | Галина Чистјакова, Совјетски Савез  | Лењинград      | 11. јун 1988.       | изједњачен                    | =    |
| 7,52     | 1,4   | Галина Чистјакова, Совјетски Савез  | Лењинград      | 11. јун 1988.       | 36 година и 353 дана          | 7    |